# Angel Gelmi Bertocchi
Angel Gelmi Bertocchi (* 24. April 1938 in Gandino, Provinz Bergamo, Italien; † 17. Juni 2016) war ein italienischer Geistlicher und Weihbischof in Cochabamba in Bolivien.

## Leben
Angel Gelmi Bertocchi empfing am 28. Juni 1968 die Priesterweihe.
Papst Johannes Paul II. ernannte ihn am 4. April 1985 zum Weihbischof in Cochabamba und Titularbischof von Forum Clodii. 
Der Erzbischof von Cochabamba, Gennaro Maria Prata Vuolo SDB, weihte ihn am 29. Juni desselben Jahres zum Bischof; Mitkonsekratoren waren Giulio Oggioni, Bischof von Bergamo, und Luis Sáinz Hinojosa OFM, Erzbischof von La Paz.
Papst Franziskus nahm am 31. Mai 2013 seinen altersbedingten Rücktritt an.